# Коз ет Веран
Коз ет Веран (фр. Causses-et-Veyran) је насеље и општина у јужној Француској у региону Лангдок-Русијон, у департману Еро која припада префектури Безје.
По подацима из 2011. године у општини је живело 641 становника, а густина насељености је износила 36,32 становника/km². Општина се простире на површини од 17,65 km². Налази се на средњој надморској висини од 150 метара (максималној 403 m, а минималној 33 m).

## Демографија
| 1962. | 1968. | 1975. | 1982. | 1990. | 1999. | 2011. |
| ----- | ----- | ----- | ----- | ----- | ----- | ----- |
| 546   | 612   | 503   | 503   | 504   | 546   | 641   |

График промене броја становника у току последњих година